# Mijáil Karchmit
Mijáil Karchmit (1 de febrero de 1949 - 22 de mayo de 2004, Bielorruso: Міхаіл Карчміт, Ruso: Михаил Карчмит) fue la cabeza administrativa de la empresa agrícola colectiva “Snov” (Агрокомбинат "Снов"), que se encuentra en la región de Niaśviž, Región de Minsk. Karchmit fue concesionado con el título de Héroe de Bielorrusia en (2001) por sus "trabajos y valientes esfuerzos en el desarrollo de la producción agrícola". Karcmit murió a los 56 años debido problemas cardíacos.
- Datos: Q2669801